# Demba Diop
Pour les articles homonymes, voir Diop.
Cet article possède des paronymes, voir Demba Diop Sy et Stade Demba-Diop.
Demba Diop (1927-1967) est un homme politique sénégalais, ancien maire de Mbour, député, ministre de la jeunesse et des sports, mort assassiné.

## Biographie
Ancien maire de M'bour et ministre de la Jeunesse et des Sports sous la présidence de Léopold Sédar Senghor, député de l'Union progressiste sénégalaise (UPS), il est assassiné le 3 février 1967 à 10 h, au cours d’une réunion politique à la gouvernance de Thiès, par Abdou N'Daffa Faye, qui sera condamné à mort et exécuté. Ce fut l'une des premières peines de mort du Sénégal.
Ses obsèques ont lieu à M'bour le 3 février, en présence de Léopold Sédar Senghor, Lamine Guèye et de nombreuses autres personnalités. 
Son épouse, Caroline Faye (1923-1992), est elle aussi une femme politique très influente et remarquée sous le régime du président Abdou Diouf. 
Un des plus grands stades de la région de Dakar a été nommé Demba-Diop en son honneur.

## Source
- Babacar Ndiaye et Waly Ndiaye, Présidents et ministres de la République du Sénégal, Dakar, 2006 (2e édition), p. 165